# The Fairly OddParents
The Fairly OddParents, in Nederland vaak gewoon kortweg Fairly Odd Parents genoemd, is een Amerikaanse voormalige tekenfilmserie, geproduceerd door de televisiezender Nickelodeon. In Nederland wordt de serie over het algemeen nagesynchroniseerd uitgezonden. De serie is bedacht door Butch Hartman, die ook de serie Danny Phantom en T.U.F.F. Puppy bedacht heeft.
De serie gaat over een tienjarig jongetje dat in het geheim drie feeënpeetouders heeft (in de oude afleveringen twee), Cosmo, Wanda en hun baby Poof. Zij vervullen al zijn wensen.
De serie was de op één na langst lopende serie van Nickelodeon, na SpongeBob SquarePants. Op 26 juli 2017 werd de laatste aflevering uitgezonden: na tien seizoenen werd door Nickelodeon besloten niet meer door te gaan met de serie.

## Geschiedenis
Producer Butch Hartman bedacht The Fairly OddParents oorspronkelijk als een 7-minuten durende korte film voor het eerste seizoen van Fred Seibert's Oh Yeah! Cartoons. De film sloeg aan en Butch Hartman maakte er nog zes voor dezelfde serie. De animatie in deze films was duidelijk minder gedetailleerd dan in de latere serie, en veel van de personages hadden een iets ander uiterlijk.
Na deze zeven films werd het idee opgepikt door Nickelodeon, die Hartman de opdracht gaf om zes afleveringen te maken bestaande uit telkens twee verhalen van 11 minuten. De serie sloeg vrijwel direct aan bij het grote publiek, ook buiten de oorspronkelijke doelgroep. Naast Spongebob Squarepants werd het een van de best bekeken series van Nickelodeon. In 2003 kreeg de serie zijn eerste tv-film; Abra-Catastrophe!.
Eind 2005 werd de productie van de serie stopgezet. De The Jimmy Timmy Power Hour (cross-overs met de serie Jimmy Neutron) specials was bedoeld als afsluiter van de serie. Wel werden er plannen gemaakt voor een bioscoopfilm in samenwerking met Paramount Pictures, maar deze werden uiteindelijk geschrapt. Na een pauze van een jaar pakte Nickelodeon de draad echter toch weer op met de special Fairly OddBaby. Hierin maakte een nieuw personage, Poef, zijn debuut. Nickelodeon gaf tevens aan de serie in elk geval tot 2011 te hernieuwen.
Op 24 februari 2021 werd aangekondigd dat er een live-action-serie in ontwikkeling was voor Paramount+. De serie The Fairly OddParents: Fairly Odder ging in première op 31 maart 2022.

## Plot
De hoofdpersoon is het tienjarig jongetje Timmy Turner dat in de fictieve stad Dimmsdale woont.
Hij heeft het zwaar te verduren: ouders die nooit naar hem luisteren, een gemene oppas genaamd Vicky, die hem onderdrukt als een slaaf, en een leraar (Crocker) die hem constant een onvoldoende geeft voor de toetsen die Timmy op school maakt.
Doordat men in de feeënwereld merkt dat hij ongelukkig is, krijgt hij op een dag twee feeënpeetouders toegewezen; de slimme fee Wanda en haar onnozele man Cosmo.
Zij vervullen elke wens van Timmy die uitvoerbaar is (wat niet voor elke wens blijkt te gelden).
Steeds blijkt dat die vervulling van de wens toch niet het gewenste resultaat oplevert, maar integendeel allerlei ongedachte moeilijkheden oplevert, waarna Timmy de wens weer ongedaan gemaakt wenst.
De serie wordt daarnaast opgekleurd door onafzienbare moeilijkheden in de persoonlijke sfeer, bijvoorbeeld jaloezie, de baas spelen, verliefdheid, verongelijktheid, en de domheid van alle volwassenen in de serie.
Timmy moet het feit dat hij feeënpeetouders heeft goed verborgen houden, want als iemand erachter komt zullen ze bij hem worden weggehaald. Cosmo en Wanda vermommen zich altijd als goudvissen of voorwerpen als er iemand in Timmy's buurt komt. Timmy krijgt het vooral aan de stok met zijn leraar, meneer Crocker, die koste wat het kost een fee wil vangen voor zijn eigen doeleinden.
De meeste afleveringen van de serie bevatten twee verhalen, maar er zijn enkele afleveringen met een groot verhaal. Afleveringen bevatten altijd een afgerond verhaal, maar gebeurtenissen uit een aflevering kunnen wel van invloed zijn op een latere aflevering.
In het zesde seizoen krijgt Cosmo een baby (bij feeën worden de mannen zwanger), die Poof wordt genoemd. Ook deze baby-fee zorgt voor veel opschudding. In tegenstelling tot die van andere feeën is zijn toverstok een rammelaar.

## Personages

### Hoofdpersonen
Timmy TurnerTimmy is een klein jongetje van 10 jaar, met een roze petje en enorme voortanden. Zijn ouders geven hem weinig aandacht en zijn oppas Vicky geeft hem de hele tijd vervelende klusjes. Maar gelukkig heeft hij op zijn kamer een vissenkom met twee goudvissen, die - zonder dat iemand anders het weet - zijn feeënpeetouders zijn, die vrijwel al zijn wensen kunnen vervullen. Timmy is heimelijk verliefd op Trixie Tang, een meisje dat alleen maar valt op jongens die rijk en populair zijn. Timmy's beste vrienden zijn zijn klasgenoten Chester Mc Badbat en AJ. Hoewel hij best slim is, haat hij leren en haalt hij alleen onvoldoendes. Timmy doet geregeld wensen uit eigenbelang, maar is altijd bereid om te helpen zijn fouten goed te maken als een wens verkeerd uitpakt. Bovendien probeert hij soms ook anderen met zijn wensen te helpen, al pakt dat niet altijd even goed uit. Wanneer iemand hem vraagt hoe hij aan bepaalde spullen komt die hij gewenst heeft, is zijn antwoord "Internet" of Erfenis. Zijn volledige naam is Timothy Tiberius "Timmy" Turner.
Cosmo en WandaDe feeën Cosmo en Wanda zijn afkomstig uit de feeënwereld. Hun lotsbestemming is het helpen van kinderen die om wat voor reden dan ook ongelukkig zijn, en zij zijn dan ook toegewezen aan Timmy zelf. Cosmo scoort op de schaal van hersens niet hoog. Eigenlijk is 'hersens' wel het laatste woord dat je zou gebruiken om Cosmo te beschrijven. Desondanks bedoelt hij alles goed en houdt hij zielsveel van Timmy en Wanda. Hij en Wanda zijn al zo'n 10.000 jaar getrouwd. Wanda is geen genie, maar toch vele malen slimmer dan haar man. Ze kan goed met haar toverstaf overweg en zeurt heel veel over het onverantwoordelijke gedrag van haar man en petekind. Cosmo's moeder heeft een hekel aan Wanda en probeert van haar af te komen omdat ze wil dat Cosmo voor altijd haar baby blijft. Samen heeft het stel door de jaren heen vele, vele kinderen gelukkig proberen te maken. Zo waren ze in de jaren 70 onder meer de feeënpeetouders van Bill Gates, maar ook van Denzel Crocker, de gevreesde leraar van Timmy. Verder ook van o.a. Walt Disney, Tina Turner en Vanilla Ice. Cosmo en Wanda kunnen vrijwel alle wensen vervullen, behalve wanneer deze ingaan tegen "De Regels". Deze staan opgetekend in een wetboek waar iedere fee zich aan moet houden. Vaak worden de wensen van Timmy een puinhoop en in een poging de puinhoop te verhelpen wordt het een nog grotere puinhoop. Ook wordt hun de toverkracht tijdelijk ontnomen als ze opgesloten raken onder een vlindernetje. In het vervolg van de serie krijgen Cosmo en Wanda een feeënbaby genaamd Poof en later ook nog een feeënhond genaamd Sparky.
Timmy's oudersTimmy's ouders worden in de serie altijd Pap en Mam of meneer en mevrouw Turner genoemd. Hun echte voornamen zijn niet bekend. Mam is makelaar van beroep en Pap heeft een kantoorbaan. Van Pap is bekend dat hij 42 jaar is, aangezien hij in een aflevering zegt dat hij over 23 jaar thuiskomt als 65-jarige. Van Mam is bekend dat ze in de aflevering Poltergeeks  (Poltergekken) zegt dat ze eerst Barnarby heette. Over hoe Pap en Mam elkaar leerden kennen bestaan meerdere verhalen. Zo wordt in een aflevering getoond dat ze elkaar leerden kennen tijdens een hardloopwedstrijd voor kinderen. Pap werd meteen verliefd op Mam toen hij haar zag touwtje springen en gaf haar de trofee die hij won na afloop van deze hardloopwedstrijd. Een andere aflevering toont echter dat Mam eerst een relatie had met Dinkelberg en pas met Pap op ging trekken toen hij haar dumpte. Pap is kampioen in het spelen van hints. Telkens als iemand op het punt staat Pap of Mams echte naam te noemen, rijdt er een luidruchtige vrachtwagen voorbij (in een andere serie viel alleen een boek dicht). Een grote hekel heeft Pap aan de Dinklebergen (de buren) die in zijn ogen altijd een perfect leven leiden.
Mark ChangEen buitenaards wezen van de planeet Yugopotamië. Hij is een groen wezen met tentakels in plaats van armen. Net als alle Yugopotamiërs houdt hij juist van slechte en vieze dingen en vindt mooie dingen vreselijk. Hij is stapelverliefd op Vicky omdat haar nare persoonlijkheid bij zijn volk een schoonheidsideaal is. Hij verscheen voor het eerst in de serie toen Timmy een ruimtemonster wenste voor hem en zijn vrienden om mee te spelen. Aanvankelijk kan hij niet goed met Timmy overweg, maar later in de serie staat hij op betere voet met hem. Regelmatig als hij bij Timmy is, vermomt hij zich als een mensenkind.
VickyVicky is de gemene babysitter van Timmy en doet er alles aan om hem het leven zuur te maken en veel geld te 'verdienen'. Zo laat ze hem bijvoorbeeld werken terwijl zij in de stoel naar de televisie kijkt, zonder dat Timmy's ouders dit weten. Ook andere kinderen zijn niet veilig voor haar. De enige persoon die haar mag is Mark Chang, een buitenaards wezen van de planeet Yugopotamië. Ze zegt meerdere keren dat hij uit Europa komt. De slechtheid van Vicky komt doordat ze in haar jeugd gebeten is door een gevaarlijke kever. In de aflevering 'Vicky Loses Her icky' wordt dit duidelijk. Iedereen die door deze kever gebeten wordt krijgt een gevaarlijk geweten.
TootieTootie is het zusje van Vicky. Ze is verliefd op Timmy en doet altijd pogingen om Timmy voor zich te winnen. Ze heeft een bloedhekel aan Trixie omdat Timmy op haar verliefd is, in plaats van op Tootie. Een keer toen niemand op haar feestje wilde komen, wenste Timmy dat ze feënpeetouders had om van haar verjaardag een geweldig feestje te maken. Tootie had bijna aan Crocker verraden dat er feënpeetouders bestonden.
Jurgen Von StrengelJurgen is de baas van de feeënwereld en alle feeën. Hij zorgt er onder andere voor dat "de regels" worden nageleefd. Hij is zeer makkelijk te herkennen aan zijn enorme lengte (hij is zo groot als een volwassen mens terwijl de meeste feeën het formaat van een mensenkind hebben), gigantische staf, legerachtige kleding en het feit dat hij geen vleugels heeft. Ondanks dat hij van geweld houdt en het leuk vindt om mensen en/of feeën te zien zwoegen, is hij rechtvaardig en van nature geen slecht persoon. Hij wil gewoon orde houden.
Chester McBadbatTimmy's beste vriend. Hij heeft altijd een beugel en zo niet dan krijgt hij er binnen een dag wel weer een. Hij is slecht in honkbal, net als zijn vader bij wie hij in een woonwagenkamp verblijft. Zijn beugel bevat vaak geheime hulpmiddelen zoals een boor of een schoolbord. Hij woont in een caravan met zijn vader die altijd een zak op zijn hoofd draagt
AJTimmy's andere vriend. Hij is een Afro-Amerikaans wonderkind met onder andere een eigen laboratorium. Hij krijgt van meneer Crocker (de leraar van het trio) altijd tienen. Ondanks zijn intelligentie houdt hij wel zoals andere kinderen van videospelletjes en strips.
Franciseen jongen uit dezelfde klas als Timmy, Chester en AJ. Hij is de grootste pestkop van de school. Hij is duidelijk ouder en groter dan de andere kinderen in de klas, vermoedelijk omdat hij minimaal één keer is blijven zitten. In een aflevering werd bekend dat hij twaalf jaar is.
Meneer Denzel Crockerde gemene leraar van Timmy die een enorme obsessie heeft voor feeën. Op Timmy's school kent (of in elk geval vermoedt) alleen meneer Crocker Timmy's geheim. Altijd als hij in de klas iets ziet wat door Timmy's feeën gebeurd is, roept hij zijn bekende uitspraak "Feeënpeetouders!", waarbij hij allerlei spastische bewegingen maakt. Toen hij nog een kind was had Crocker zelf Cosmo en Wanda als feeënpeetouders, maar door toedoen van de tijdreizende Timmy verloor hij ze en werden zijn herinneringen aan zijn feeën gewist. Sindsdien is hij wanhopig op zoek naar bewijzen dat feeën echt bestaan, wat hem tot een buitenbeentje maakt bij de andere docenten. In seizoen 7 blijkt echter dat Crockers obsessie voor feeën door de feeënwereld als krachtbron wordt gebruikt, net zoals de obsessie van andere volwassenen voor feeën. Crockers volledige naam is Denzel Quincy Crocker.
Trixie TangEen knap meisje van Timmy's school dat heel populair is. Timmy is verliefd op haar. Ze draagt altijd een roze shirt, een kort rokje en een roze haarband. Ze vormt samen met Veronica, Tad en Chad het rijke, populaire viertal dat in de schoolkantine een aparte tafel heeft. Timmy probeert de raarste dingen om met haar te praten en of verkering te krijgen, zoals:
- iedereen behalve Trixie op aarde weg wensen;
- wensen dat hij een meisje is om zo met haar te kunnen praten;
- klassenvoorzitter worden;
- een domme film maken;
- een you-doo-poppetje (soort van voodoo) maken en haar besturen;
- wensen dat ze van Timmy Turner houdt (aflevering: Geesten Genen)
- en nog veel meer. In de aflevering Love Struck wil Trixie met hem, maar dan wijst Timmy haar af om Tootie gelukkig te maken.

Baby PoofDe baby van Cosmo en Wanda, die zijn debuut maakt in de special Fairly Oddbaby. Hij is de eerste feeënbaby in 10.000 jaar. Cosmo en Wanda kregen hem toen Timmy dat wenste. Poof kan toveren met zijn rammelaar net als Cosmo of Wanda met hun toverstaf. Zijn emoties brengen altijd een magisch effect met zich mee. Zo gebeurt er iets goeds als hij lacht, en iets slechts als hij huilt.
SparkyDe magische hond van Timmy Sparkey en de beste vriend van Timmy. Hij heeft veel baasjes gehad, maar die hebben hem allemaal gedumpt omdat hij zo druk was.
Chloe CarmichaelTimmy's nieuwe buurmeisje in het tiende en laatste seizoen van de serie. Aanvankelijk kon Timmy niet zo goed met haar overweg, maar nu ze Cosmo en Wanda moeten delen zijn ze best goede vrienden geworden.

### Bijpersonen
De elfenDe elfen zijn magisch wezens die qua magie net zo sterk zijn als feeën. Zij zien magie echter als een zakelijk iets. Ze hebben ook een eigen regelboek; Pixie Rules. In zomervakantie, de musical zien we dat de elfen ook heel goed kunnen rappen. De hoofdelf, HP, heeft een erg lang hoofd en is de baas van alle elfen. De rest van de elfen ziet er allemaal hetzelfde uit als HP's handlanger Sanderson. Ze hebben allemaal vierkante hoofden en punthoedjes en een zonnebril op. Verder zijn er nog de bodyguardelfen. Alle elfen praten erg monotoon, op hun gezicht is nooit emotie te zien en ze zijn vreselijk saai. Hun doel is de feeënwereld te veroveren om zo macht te krijgen over alle magie. Ze gebruiken mobiele telefoons in plaats van stafjes.
De Anti-FeeënDe anti-feeën zijn kwaadaardige dubbelgangers van de feeën. Elke fee heeft een anti-fee tegenhanger. Behalve dat ze slecht zijn, zijn ze qua persoonlijkheid ook de omgekeerde versie van hun normale tegenhangers. Anti-Wanda is daarom een onnozele oen (die brood eet met haar voeten) en Anti-Cosmo is een kwaadaardig genie. De tegenhanger van baby Poof is baby Foop, hij doet er alles aan om baby Poof te vernietigen. De anti-feeën zijn meestal onzichtbaar voor mensen, en je hebt een speciale bril nodig om ze te kunnen zien. Maar in de afleveringen Fairly odd baby deel 1, 2, 3, 4 zijn ze met het blote oog te zien. Op vrijdag de 13de zijn zij de oorzaak van alle pech en ongeluk dat mensen overkomt.
De DinkelbergenDe buren van Timmy. Ze hebben vaak ruzie met Timmy's vader, die zich stoort aan het feit dat zij vaak betere en duurdere spullen hebben dan hij. De vader van het gezin heet Sheldon.
NormNorm is een kwade lampgeest van 50.000 jaar oud. Hij woont in een paarse lavalamp, uit de jaren 70. Hij houdt ervan om mensen te neppen, milkshakes en niet van "smoof" dingen. Hij komt in 4 afleveringen voor:
- Geesten Genen
- Terug naar de Norm
- Feeën Idool
- Norms last stand (Nog niet uitgezonden in Nederland en de Verenigde Staten)

JoenJoen is een neef van Timmy. Hij is net als Timmy ook verliefd op Trixie. Zijn liefde voor Adam West van TV is soms een beetje obscuur maar voor de rest lijkt hij een normale jongen te zijn. Hij was al eerst te zien in een aflevering van seizoen 7 waarin Joen bekendstond als de zoon van meneer Crocker, later bleek Francis dit te zijn.
VeronicaVeronica is een best knap blond meisje en de beste vriendin van Trixie (maar net niet zo populair). Ze loopt altijd achter Trixie aan. Veronica is in het geheim verliefd op Timmy. Veronica zou het liefst Trixie willen zijn. Ze is stik jaloers op Trixie omdat Trixie zo populair is. De hele kamer van Veronica hangt vol met spullen van Trixie en het liefst wil ze thuis door haar moeder Trixie worden genoemd.
Tad en ChadTad en Chad zijn twee populaire en rijke jongens uit Timmy's klas, die door hun rijkdom altijd overal mee weg komen. In een aflevering strijdt Timmy tegen Tad en Chad om het klassenpresidentschap.
Remy Buxaplenty en JuandissimoRemy is een verwaande jongen met steenrijke ouders. Remy is de geboren aartsrivaal van Timmy. Remy heeft ook een fee; Juandisimo, de ex van Wanda. Juandissimo spreekt met een Spaans accent, en is erg gesteld op zijn uiterlijk. Remy probeert altijd van Timmy's feeën af te komen; bij deze gebeurtenissen wedden Cosmo en Juandissimo bijna altijd om Wanda:
- De eerste aflevering dat Remy verschijnt gaat hij met Timmy een feeënduel aan met de inzet dat een van hen zijn feeën verliest. Juandisimo en Cosmo wedden hier om Wanda.
- In een andere aflevering wil Remy de regelloze wens gebruiken van Cupido's itemjacht. Guandizimo en Cosmo wedden om Wanda en een stuiver.
- In een andere aflevering komt Remy terug van een verlaten eiland en maakt Timmy zo gelukkig dat hij Cosmo en Wanda niet meer nodig heeft.
- In een andere aflevering zorgt Remy ervoor dat hij, Timmy, Chester en AJ naar een zomerkamp gaan.(Dit blijkt uiteindelijk de junior militaire school te zijn.) Remy pakt daar de vissenkom van Timmy af zet er een vlindernetje over zodat Cosmo en Wanda niet meer kunnen toveren.

De Crimson Chineen fictieve superheld uit Timmy's favoriete stripserie. Hij valt op door zijn enorme kin en felrode kostuum. Zijn krachten lijken sterk op die van superman. In de serie wenst Timmy zichzelf geregeld naar de stripwereld, waar hij de helper wordt van de Crimson Chin. Ook bezoekt de Crimson Chin een paar maal de echte wereld door Cosmo en Wanda's toedoen.
Crash Nebulaeen fictieve ruimteheld uit een televisieserie die Timmy, Chester en A.J. vaak kijken.
Dark Lasereen op Darth Vader gebaseerde schurk die in de serie geregeld probeert de aarde te vernietigen. Hij verscheen eerst in de aflevering "Hard Copy" toen Timmy hem per ongeluk tot leven bracht vanuit een speelgoedfolder. Hoewel hij aan het eind van die aflevering weer terug werd gestopt in de folder keert hij later in de serie toch weer terug. Hij is vooral in seizoen 6 een regelmatig terugkerende schurk.
Chip Skylarkeen popartiest die vooral bekendstaat om zijn gave gebit.
Britney BritneyVerbastering van Britney Spears ze is een popartiest die meestal drie (mannelijke) dansers bij zich heeft.
Chet Ubetchaeen tv-presentator en een van de bekendste televisiepersoonlijkheden van Dimmsdale. Hij is klein van stuk.
Cupidode fee van de liefde. Ondanks dat het zijn taak is de liefde te verspreiden, is hij soms behoorlijk arrogant.
Mama CosmaCosmo's moeder en Wanda's schoonmoeder. Ze haat Wanda omdat ze Cosmo graag voor zichzelf wil houden. Regelmatig probeert ze dan ook Cosmo en Wanda te laten scheiden.
Vader van CosmoHij is maar in één aflevering voorgekomen, toen Cosmo nog een baby was, vroeg hij Cosmo om iets te toveren, Cosmo toverde hem in een vlieg, en hij sloeg te pletter.
Big DaddyWanda's vader. Hij leidt een magisch afvalverwerkingsbedrijf, en is doorgaans zo met zijn zaak bezig dat hij geen tijd heeft voor Wanda. Hij is gekleed als een stereotiepe maffialeider uit de jaren 30. Net als Mama Cosma heeft hij een hekel aan zijn schoonkind, Cosmo.
Doug Dimmadomede rijkste man van Dimmsdale. Hij is eigenaar van veel belangrijke gebouwen, waaronder een stadion. hij draagt altijd een wit pak met een erg hoge hoed.
Rip StudwellDokter in Feënwereld, hij is erg op zijn uiterlijk gericht en houdt van golf. Hij was erbij toen Baby Poof werd geboren, en toen Cosmo last had van zijn fakireliklier.
Adam WestBeroemd filmacteur, vooral bekend om zijn rol als Catman. Hij is naïef van persoonlijkheid en lijkt in het heden niet meer in films te spelen, maar vooral onrust te veroorzaken. Zijn personage is gebaseerd op de acteur Adam West die Batman speelde.

## Stemmen
| Personage            | Engelse stemmen         | Nederlandse stemmen           |
| -------------------- | ----------------------- | ----------------------------- |
| Timmy Turner         | Tara Strong             | Lot Lohr                      |
| Wanda                | Susanne Blakeslee       | Marloes van den Heuvel        |
| Cosmo                | Daran Norris            | Robin van der Velden          |
| Pap Turner           | Daran Norris            | Louis van Beek                |
| Mam Turner           | Susanne Blakeslee       | Hetty Heyting                 |
| Vicky                | Grey DeLisle            | Marlies Somers                |
| Francis              | Faith Abrahams          | Ajolt Elsakkers               |
| Chester              | Jason Marsden           | Hetty Heyting                 |
| AJ                   | Ibrahim Haneef Muhammad | Niki Romijn                   |
| Mark Chang           | Rob Paulsen             | Patrick van Balen             |
| Denzel Crocker       | Carlos Alazraqui        | Jan Nonhof                    |
| Directrice Waxelplax | Grey DeLisle            | Hetty Heyting                 |
| Trixie Tang          | Dionne Quan             | Niki Romijn                   |
| Tad                  | Tara Strong             | Ajolt Elsakkers               |
| Chad                 | Grey DeLisle            | Louis van Beek                |
| Veronica             | Grey DeLisle            | Sophie Hoebrechts             |
| Elmer                | Dee Bradley Baker       | Ajolt Elsakkers               |
| Jurgen Von Strengel  | Daran Norris            | Bas Keijzer, Daan van Rijssel |
| Cupido               | Tom Kenny               | Louis van Beek                |
| Chet Ubetscha        | Jim Ward                | Patrick van Balen, Onbekend   |
| Chip Skylark         | Chris Kirkpatrick       | Ajolt Elsakkers               |
| Tootie               | Grey DeLisle            | Niki Romijn                   |
| Anti-Cosmo           | Daran Norris            | Robin van der Velden          |
| Anti-Wanda           | Susanne Blakeslee       | Marloes van den Heuvel        |
| Juandissimo          | Carlos Alazraqui        | Jan Nonhof                    |
| Sanjay               | Dee Bradley Baker       | Robin van der Velden          |
| Norm de Geest        | Norm MacDonald          | Marcel Jonker                 |
| Mr Bickels           | Jim Ward                | Hein van Beem                 |
| Sparky               | Maddie Taylor           | Jop Joris                     |
| Chloe Carmichael     | Kari Wahlgren           | Nicoline Pouwer               |

## Media

### Specials en televisiefilms
- The Fairly OddParents: Abra-Catastrophe! (drieluik, 2002/2003)
- The Fairly OddParents: Channel Chasers (drieluik, 2003/2004)
- School's Out! The Musical (tweeluik, 2004/2005)
- Fairy Idol (tweeluik, 2006)
- Fairly OddBaby (tweeluik, 2008)
- The Fairly Oddlympics (tweeluik, 2008)
- The Fairly OddParents: Wishology (drie afleveringen van een uur, 2009)

### Cross-overs
De serie bevat drie cross-overs met de serie Jimmy Neutron:
- The Jimmy Timmy Power Hour (2004)
- The Jimmy Timmy Power Hour 2: When Nerds Collide (2006)
- The Jimmy Timmy Power Hour 3: The Jerkinators (2006)

### Live-action films
Een live-action film getiteld A Fairly Odd Movie: Grow Up, Timmy Turner! verscheen in juli 2011. Drake Bell vertolkt hierin de rol van Timmy Turner, naast Cheryl Hines en Jason Alexander als Cosmo en Wanda.
In de film is Timmy inmiddels volwassen, maar gedraagt zich nog altijd als een kind om zo zijn feeën te kunnen behouden. Wanneer hij echter de nu ook volwassen Tootie tegenkomt en verliefd op haar wordt, moet hij kiezen tussen haar of zijn feeën. Ondertussen wil een rijke olietycoon samen met meneer Crocker de krachten van Cosmo en Wanda stelen.
Hierna verschenen er nog twee films: A Fairly Odd Christmas in 2012 en A Fairly Odd Summer in 2014.

## Bloopers
In de aflevering "Machtige Mam en Dyno-Pap" beweegt in de scene in de slaapkamer van Timmy's ouders de mond van Wanda, maar tijdens de nasynchronisatie in 2003 was er vergeten de bijhorende dialogen in te spreken.